# Lepidopa mexicana
Lepidopa mexicana är en kräftdjursart som beskrevs av Efford 1971. Lepidopa mexicana ingår i släktet Lepidopa och familjen Albuneidae. Inga underarter finns listade i Catalogue of Life.